# 1509 en littérature
| Années de la littérature : 1506 - 1507 - 1508 - 1509 - 1510 - 1511 - 1512    |
| Décennies de la littérature : 1470 - 1480 - 1490 - 1500 - 1510 - 1520 - 1530 |

Cet article présente les faits marquants de l'année 1509 en littérature.

## Événements
- 27 décembre : mariage de Vittoria Colonna et Fernando de Àvalos[1].

- Érasme écrit L'Éloge de la Folie, publié à Paris en 1511[2].

## Parutions
- Janvier : La Concorde du genre humain, poème de Jean Lemaire de Belges, est publié à Bruxelles chez Thomas de la Noot[3].
- 14 décembre : Shyp of folys (« La Nef des Fous »), traduction et adaptation de Das Narrenschiff de Sébastien Brant, par Alexander Barclay, est publiée à Londres chez Richard Pynson[4].

- Lefèvre d'Étaple : Quintuplex psaltarium[5].
- Le Voyage de Venise, poème de Jean Marot[6].

## Naissances
- 3 août : Étienne Dolet, écrivain, poète, imprimeur et humaniste français († 1546).

## Décès
- 14 mars : Pietro del Monte, condottiere et écrivain italien, auteur des premiers traités composés sur la voltige équestre, né en 1457.